# Tiểu hành tinh kiểu C

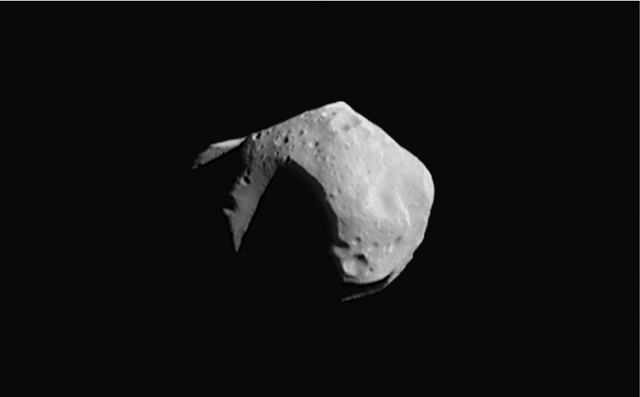
253 Mathilde, một tiểu hành tinh kiểu C

Tiểu hành tinh kiểu C (carbon) là phân loại phổ biến nhất, hình thành khoảng 75% tiểu hành tinh đã biết. Có thể phân biệt chúng bởi suất phản chiếu rất thấp bởi vì thành phần của chúng chứa một lượng lớn cacbon, ngoài ra còn có đá và khoáng vật. Chúng xảy ra thường xuyên nhất ở rìa bên ngoài của vành đai tiểu hành tinh, 3,5 đơn vị thiên văn (AU) tính từ Mặt Trời, nơi 80% lượng tiểu hành tinh là thuộc nhóm này, trong khi đó chỉ 40% tiểu hành tinh ở khoảng cách 2 AU tính từ Mặt Trời là kiểu C. Tỷ lệ của kiểu C có thể thực ra là lớn hơn thế này, bởi vì kiểu C thì tối hơi nhiều so với những loại tiểu hành tinh khác ngoại trừ kiểu D và những loại khác mà chỉ phổ biến ở rìa bên ngoài cùng của vành đai tiểu hành tinh.

## Đặc điểm
Tiểu hành tinh loại này có phổ rất giống với của vẫn thạch chondrit cacbon (kiểu CI và CM). Cái sau thì có cấu tạo hóa học rất giống với Mặt Trời và tinh vân mặt trời nguyên thủy, ngoại trừ sự vắng bóng của hiđrô, heli và những chất dễ bay hơi khác. Các khoáng chất hiđrat (chứa nước) thì có hiện hữu.
Phổ điện từ của chúng chứa sự hấp thụ tia tử ngoại mạnh vừa phải ở bước sóng dưới khoảng 0.4 μm tới 0.5 μm, trong khi ở những bước sóng dài hơn chúng phần lớn không có nét gì đặc biệt ngoại trừ một màu hơi đỏ. Cái gọi là đặc điểm hấp thụ "nước" ở khoảng 3 μm, thứ cũng có thể coi là một sự ám chỉ rằng có nước trong khoáng vật, thì cũng hiện hữu.